# Elie Chevieux
Elie Chevieux (ur. 7 października 1973 w Genewie) – szwajcarski wspinacz sportowy, uprawiający także wspinaczkę lodową. Specjalizował się w prowadzeniu oraz we wspinaczce klasycznej. Brązowy medalista mistrzostw świata we wspinaczce sportowej w prowadzeniu z 1995 roku.

## Kariera sportowa
Na mistrzostwach świata w 1995 w szwajcarskiej Genewie we wspinaczce sportowej zdobył brązowy medal we wspinaczce sportowej w konkurencji prowadzenie. W finale przegrał z Francuzami François Legrandem oraz z Arnaudem Petitem.
Wielokrotny uczestnik, medalista festiwalu wspinaczkowego Rock Master, corocznie odbywającego się na ścianach wspinaczkowych w Arco, gdzie był zapraszany przez organizatora zawodów. W 1993 na tych zawodach wspinaczkowych zdobył złoty medal w konkurencji prowadzenie.
W 2004 roku doniesiono, że Elie Chevieux został ukamienowany w Kabulu. Pomyłkę popełniło szwajcarskie Ministerstwo Spraw Zagranicznych, identyfikując Chevieux jako jedną z ofiar.

## Osiągnięcia

### Mistrzostwa świata
| Konkurencje | 1991 | 1993 | 1995 | 1997 |
| Prowadzenie | 25   | 23   | 3    | 5    |

### Mistrzostwa Europy
| Konkurencje | 1992 | 1996 |
| Prowadzenie | 4    | 7    |

### Rock Master
| Konkurencje | 1993 | 1994 | 1995 | 1996 | 1997 | 1998 |
| Prowadzenie | 1    | 7    | 8    | 3    | 6    | 16   |